# الحسن بليا
الحسن بليا (بالفرنسية: Alassane Pléa)‏ (ولد 1993م)، هو لاعب كرة قدم فرنسي، يلعب مع نادي بروسيا منشنغلادباخ والمنتخب الفرنسي.

## روابط خارجية
- الحسن بليا على موقع الاتحاد الأوربي (الإنجليزية)
- الحسن بليا على موقع رابطة كرة القدم الفرنسية للمحترفين (الإنجليزية)
- الحسن بليا على موقع إي إس بي إن إف سي (الإنجليزية)
- الحسن بليا على موقع قاعدة بيانات كرة القدم.إي يو (الإنجليزية)
- الحسن بليا على موقع ليكيب (الفرنسية)
- الحسن بليا على موقع ناشيونال فوتبول تيمز (الإنجليزية)
- الحسن بليا على موقع Soccerway.com (الإنجليزية)
- الحسن بليا على موقع عالم كرة القدم.نت (الإنجليزية)
- الحسن بليا على موقع AS.com (الإسبانية)